# Blanus
Famille
Genre
Blanus est un genre d'amphisbènes de la famille des Blanidae, le seul de cette famille.

## Répartition
Les sept espèces de ce genre se rencontrent :
- au Maroc ;
- en Espagne ;
- au Portugal ;
- en Grèce sur les îles de Cos et de Rhodes ;
- en Turquie en Anatolie ;
- en Irak ;
- en Syrie ;
- au Liban.

Elles ont disparu d'Israël.

## Description
Elles se caractérisent par une absence de pattes.

## Liste des espèces
Selon The Reptile Database (30 août 2014) :
- Blanus alexandri Sindaco, Kornilios, Sacchi & Lymberakis, 2014
- Blanus aporus Werner, 1898
- Blanus cinereus (Vandelli, 1797)
- Blanus mariae Albert & Fernández, 2009
- Blanus mettetali Bons, 1963
- Blanus strauchi (Bedriaga, 1884)
- Blanus tingitanus Busack, 1988

et l'espèce fossile :
- †Blanus gracilis Roček 1984

## Taxinomie
Les anciennes classifications rattachaient le seul genre de cette famille à la famille des Amphisbaenidae.

## Publications originales
- Kearney, 2003 : Systematics of the Amphisbaenia (Lepidosauria: Squamata) based on morphological evidence from recent and fossil forms. Herpetological Monographs, vol. 17, p. 1-74.
- Wagler, 1830 : Natürliches System der Amphibien : mit vorangehender Classification der Säugethiere und Vögel : ein Beitrag zur vergleichenden Zoologie. Cotta, München, Stuttgart, and Tübingen, p. 1-354 (texte intégral).